# Ferrocarril Norte de Paraná
El deseo del Gobierno del Estado de Paraná en unir por medio de transporte rápido la Capital con los valles de los Ríos Assunguy y Ribeira con el objetivo de transportar las riquezas naturales, principalmente las de origen mineral, fue de donde surgió el Ferrocarril Norte de Paraná.

## Histórico
El 3 de febrero de 1890, el decreto Estatal nº35, proveía la primera concesión que preveía el inicio de las obras en dos años. La referida concesión caducó al no haber sido satisfecha por los concesionarios, superando las exigencias del referido contrato que especificaba un plazo para el inicio de las obras. Dos años después en 1892 a través de la Ley Estatal nº75 que autorizaba al Poder Ejecutivo a contratar por medio de competencia pública la construcción, uso y gozo de una vía de ferrocarril partiendo de Curitiba y siguiendo en dirección a la Villa de Assunguy de Encima, y con un ramal a la ciudad de Cerro Azul la cual podría prolongarse hasta la ciudad de Jaguariaíva u otro punto más conveniente para enlazar con el Ferrocarril São Paulo-Rio Grande, facilitando así la reducción de la distancia con la ciudad de São Paulo. A pesar de los privilegios concedidos por la misma Ley, no se presentaron interesados.
No fue hasta el año 1906, cuando por el Decreto 298 del 27 de julio del citado año, concedió a Gaston de Cerjat, o la empresa que el mismo organizase, privilegios para la construcción y uso del ferrocarril. El inicio de la construcción se produjo el 19 de diciembre de 1906 en la conmemoración del 53.er aniversario de la instalación de la Provincia de Paraná. Siendo concluido el primer tramo del ferrocarril con 43.397 metros de extensión entre la ciudad de Curitiba y Villa Rio Branco (hoy Rio Branco do Sul) con fecha de febrero de 1909.
El coste del tramo Curitiba-Rio Blanco fue registrado en los libros contables en 3.573:573$492 reales.
Fue comprada en 1910 por la Brazil Railways y, más tarde, pasó al Gobierno del Estado, que lo juntó a la Red de Tráfico Paraná-Santa Catarina en 1942. Siendo un ramal corto que parte de la estación de Curitiba, con apenas 42 km, no hubiese tenido futuro si, en los años 1940, no hubiese sido construida en su extremidad una fábrica de cemento, que hoy pertenece al Grupo Votorantim. El ramal, que tuvo trenes de pasajeros hasta 12 de enero de 1991, funcionando como trenes de cercanías.

## Estructura inicial
Este tramo posee dos puentes solamente con longitudes de 40 y 20 metros respectivamente, 33 pórticos y 150 vanos, y fueron construidas para dar apoyo al tráfico del Ferrocarril Norte de Paraná cinco estaciones: Cascada, Almirante Tamandaré (antigua TIMONEIRA), Tranqueira, Itaperussu, y Rio Branco do Sul (antigua VOTUVERAVA). Sin embargo con el advenimiento de la 1ª Guerra Mundial y las dificultades económico-financieras de Brasil, junto con la carencia de capitales extranjeros principalmente, no se pudo llevar a cabo la inversión inicial prevista de 27.000 reales, siendo así cambiada la ejecución de la obra respecto al trazado inicial.

## Proyecto
Los planos iniciales buscaban la conexión con el Ferrocarril São Paulo-Rio Grande y otro ramal partiendo de Cerro Azul siguiendo el Río Ribeira que uniría la ciudad de Juquiá, con el antiguo Ferrocarril Sorocabana extendiendo sus caminos en la década de 1910-1920 y en consecuencia alcanzar el Puerto de Santos.
Actualmente el ramal de Juquiá que tiene hoy su final en la ciudad de Cajati, fue paralizado por su concesionaria Ferroban desde finales de 1998, existiendo especulaciones sobre que la ALL reactivaría este ramal con la intención de atender las industrias mineras de la región.

## Hoy

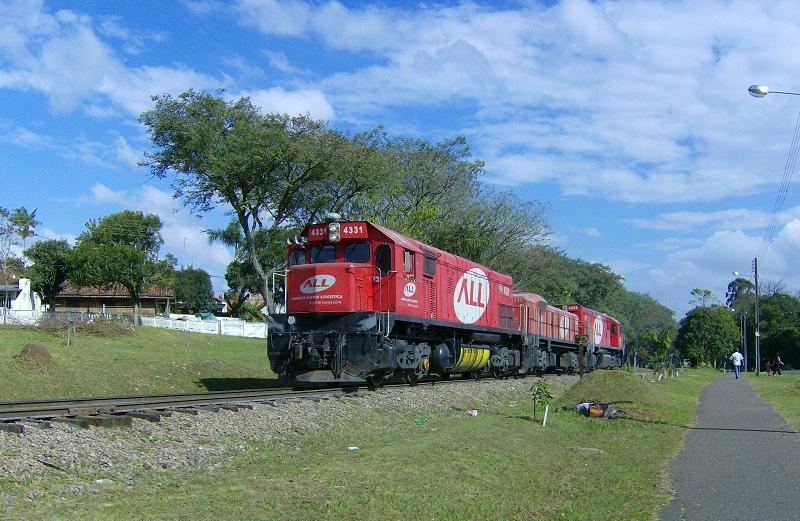
Ramal Rio Branco (2008), km 2,0 (Barrio Alto de la XV) - Curitiba.

Hoy ese tramo todavía está operativo sirviendo exclusivamente para el transporte de cemento producido por la factoría del Grupo Votorantim y asegurando así el transporte de piedra caliza muy utilizada en la reparación del suelo agrícola.